# 神明塚古墳 (沼津市)

神明塚古墳（しんめいづかこふん）は、静岡県沼津市松長字上ノ段にある前方後円墳である。1970年（昭和45年）2月19日に沼津市の史跡に指定された。

## 概要
神明塚古墳は、静岡県沼津市松長上ノ段、JR片浜駅の東方約200メートルに位置する、全長52.5メートル、標高6メートルの前方後円墳である。
田子の浦から沼津市狩野川河口に伸びる鈴川砂礫洲から千本砂礫洲の上に立地しており、同地は神明塚古墳を含め十数基の円墳が確認されていることから松長古墳群と呼ばれている。
古墳名の「神明塚」は後円部頂に鎮座する神明社に由来し、古墳東側の境内は公園となっている。
築造された時期については、1982年（昭和57年）の沼津市教育委員会による発掘調査では古墳時代中期後半と考えられていたが、2003年（平成15年）度に行われた第2次発掘調査にて出土した壺型土器の中に二重口縁の底部穿孔壺があったことと、前方部長が後円部径の半分程度であるという特徴から、古墳時代前期に改められている。

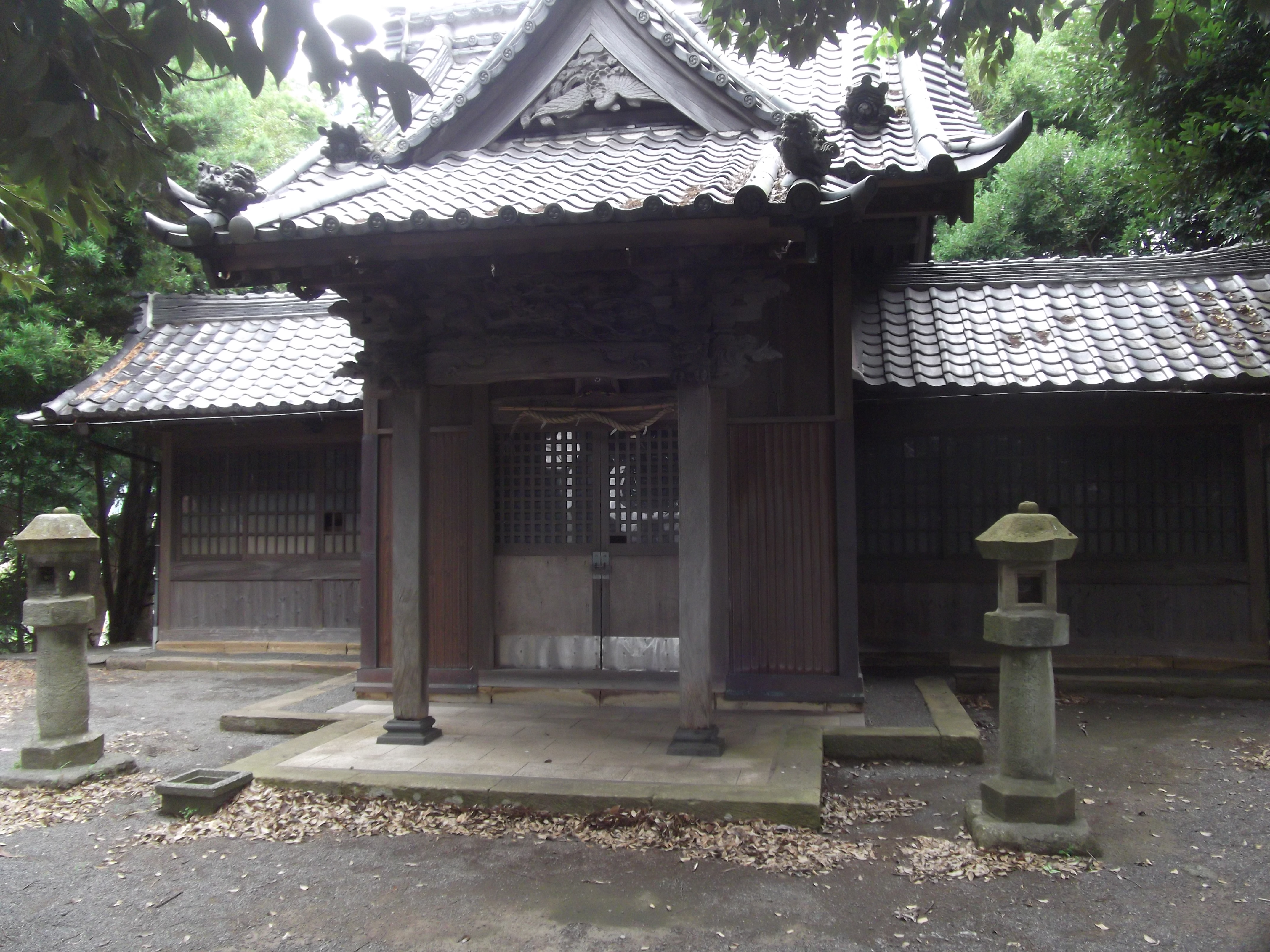
神明社

## 発掘の経緯

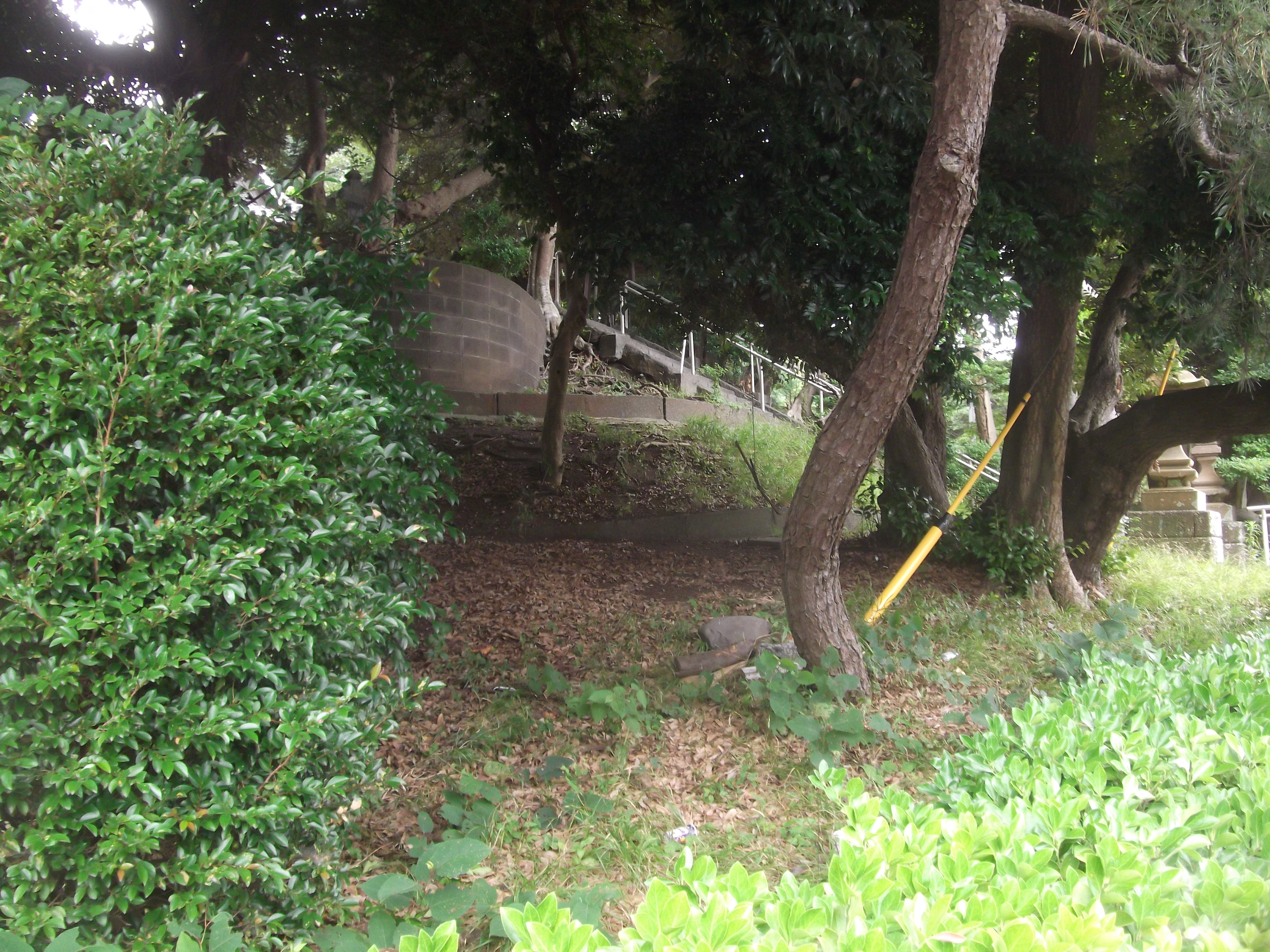
後円部のコンクリートの擁壁

神明塚古墳は、1948年（昭和23年）に日本大学三島考古学研究会の踏査により、形状が前方後円墳であることが確認されている。
地元の松長地域では、古墳後円部の墳頂に神明社があることや、東側の広い境内が公園となっていることなどから、市民の祭礼の場や憩いの場となっている。同古墳の墳丘がほぼ細砂利と砂でできていることからか、土砂が少しずつ流出していたようであり、松長自治会では、その対策として墳丘上に盛土を行うとともに、後円部周囲にコンクリート擁壁を設置するなどしたものの、土砂の流出を防ぐことはできなかった。
そのような中、1981年（昭和56年）4月、松長自治会から沼津市教育委員会に対し、神明塚古墳保存整備の要望書が提出され、同委員会はこれを受けて、同年中に測量調査を実施するとともに、翌1982年（昭和57年）7月から8月にかけて、範囲確定等のためトレンチ発掘調査を行っている。

## 墳丘
神明塚古墳の規模は下記の通りである。
- 墳丘長53メートル
- 前方部23.5メートル
- 後円部径37メートル
- 標高6メートル

## 出土品
神明塚古墳の出土品は下記の通りである。
第1次調査（1983年）
- 壺型土器
- 甕型土器
- S字状口縁台付甕
- 高坏形土器
- 鉢形土器

第2次調査（2003年）
- 壺型土器
- 甕型土器
- S字状口縁台付甕
- 高坏形土器
- 鉢形土器

## 現地情報
所在地
- 静岡県沼津市松長上ノ段

関連施設

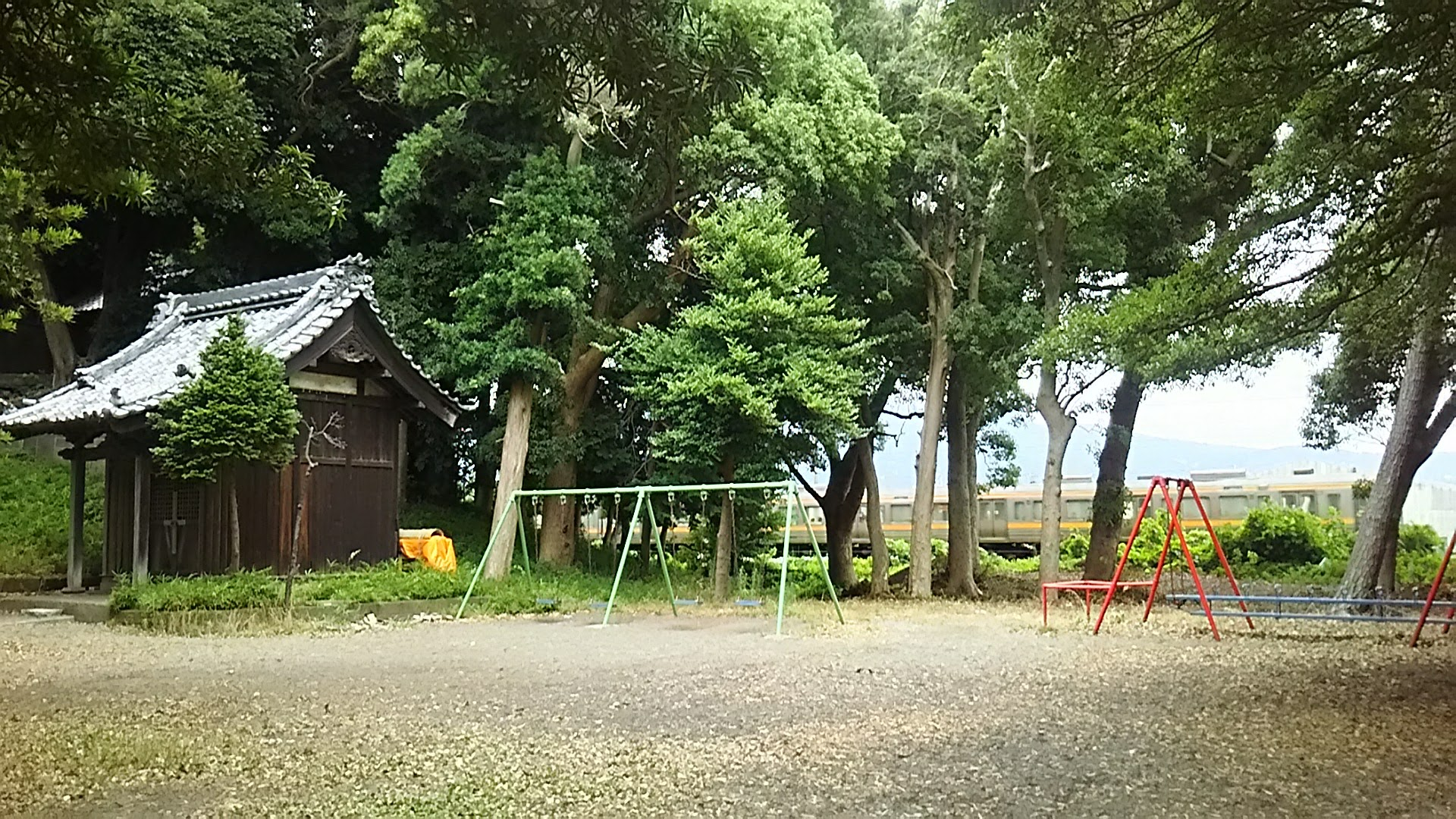
東側より撮影。北側には東海道本線が走っており、東側は公園になっている。（2017年7月撮影）

- 沼津市文化財センター（沼津市志下） - 神明塚古墳出土品等を保管・展示

周辺
- 長塚古墳 (沼津市) - 静岡県指定史跡
- 子ノ神古墳 (沼津市) - 沼津市指定史跡
- 高尾山古墳